# Aldo Romano (accademico)
Aldo Romano (San Vito dei Normanni, 1º agosto 1934 – Brindisi, febbraio 2015) è stato un fisico ed economista italiano.
Aldo Romano è stato professore emerito della Scuola Superiore ISUFI della Università del Salento.
Insignito dal Presidente della Repubblica Carlo Azeglio Ciampi del Diploma Medaglia d’Oro ai Benemeriti della Scuola, della Cultura, dell’Arte e dell’Onorificenza di Grande Ufficiale al Merito della Repubblica Italiana.
Già professore Ordinario di Fisica presso la facoltà di Scienze dell’Università di Bari (1970 - 1989), di Economia dell’Innovazione, presso la facoltà di Ingegneria dell’Università di Roma II –Tor Vergata (1989 – 1997), e di Gestione dell’Innovazione presso la facoltà di Ingegneria dell’Università del Salento (1998 – 2009). 
Dal 2001 al 2007 è stato Presidente della Commissione Nazionale Tecnico-Scientifica del Fondo Investimenti in Ricerca di Base (FIRB) presso il MIUR.
Dal 2005 al 2012 è stato Presidente del Distretto Tecnologico pugliese High Tech - DHITECH
Ha diretto la Scuola Superiore ISUFI dell’Università del Salento fino al 2009 ed è stato co-direttore della Scuola Mediterranea di Studi Avanzati in e-Business Management.
Dal 2012 al 2013, Pro-Rettore dell’Università LUM Jean Monnet. 
Esperto in politiche scientifiche e tecnologiche per l’elaborazione di programmi strategici di innovazione e sviluppo territoriale, in particolare per il Mezzogiorno.
Alla sua memoria, nel dicembre 2017, è stato dedicato l’edificio ex Incubatore Mediterraneo in eBusiness Management presso il Campus Ecotekne dell’Università del Salento, attuale sede del Laboratorio di Ingegneria Economico-Gestionale da lui fondato.

## L’impegno nella promozione della ricerca nazionale
Sistematico coinvolgimento, in qualità di esperto sulle problematiche Ricerca, Innovazione e Sviluppo nella elaborazione e valutazione di programmi e progetti strategici, per conto di Organismi Regionali, Nazionali ed Internazionali, impegnati nelle Politiche Scientifiche, Tecnologiche e dell’Innovazione. In qualità di “chief scientist” del Ministro dell’Università e della Ricerca Scientifica e Tecnologica pro-tempore, nel 2000 predispone il Primo Piano Nazionale della Ricerca approvato dal CIPE. In tale Piano vengono, per la prima volta, lanciati 11 Programmi Strategici di Ricerca di Base “mission oriented”, riguardanti i quattro macro obiettivi: “Qualità della vita”, “Crescita Competitiva Sostenibile”, “Ambiente ed Energia”, “Le Civiltà Mediterranee nel Sistema Globale”, e creato un Fondo Investimenti in Ricerca di Base (FIRB) per il loro finanziamento.

## Esperienze internazionali e sviluppo economico nel mezzogiorno
È noto per le attività di ricerca nella Fisica delle Alte Energie, con formazione scientifica iniziale presso il Dipartimento di Fisica dell’Università di Bologna e successiva partecipazione ad esperimenti, in collaborazione internazionale, presso il Centro Europeo Ricerche Nucleari (CERN) di Ginevra. Questa fase scientifica si conclude con il conseguimento della Cattedra in Fisica Generale presso l’Università di Bari, per le numerose pubblicazioni scientifiche su riviste internazionali. Nel 1981, come Visiting Professor presso la Stanford University (California – USA) studia il fenomeno della Silicon Valley, e nel 1984 realizza a Bari il primo Parco Scientifico e Tecnologico Nazionale (Tecnopolis Novus Ortus).
Aldo Romano si è inoltre distinto per impegno scientifico, culturale e politico sulle tematiche della innovazione e sviluppo, con particolare focalizzazione sul Mezzogiorno d’Italia. I volumi “Mezzogiorno 1992”, “Mezzogiorno chiama Schumpeter”, “Per un’Iniezione di Futuro nel Dibattito Politico sulla Questione Meridionale” e “Mezzogiorno 2025. I cantieri immateriali per la crescita e l’occupazione” racchiudono saggi, articoli e monografie sulle problematiche connesse allo sviluppo economico-sociale basato sulla ricerca e l’innovazione.
Il legame forte con i paesi del mediterraneo lo porta a diventare Co-direttore della Scuola Mediterranea di Studi Avanzati in e-Business management localizzata in Marocco, aperta ad altri paesi del Mediterraneo e realizzata in partnership con l’Al Akawayn in Ifrane (Marocco)
Impegno scientifico ed operativo sulle tematiche inerenti ai cambiamenti organizzativi ed istituzionali indotti dalla rivoluzione Internet, con una particolare focalizzazione sul fenomeno del “Digital Divide”. I volumi “Net Economy” e “Creating Business Innovation Leadership” documentano i risultati di questo impegno, cui peraltro fanno riferimento una rete di Laboratori operanti nei Paesi del Mediterraneo Extra-UE.

## Opere
- Aldo Romano; "Mezzogiorno 2025. I cantieri immateriali per la crescita e l'occupazione", Cacucci Editore
- Aldo Romano; "Costruire l'università post-fordista. Sperimentare il futuro nel presente", Cacucci Editore
- Aldo Romano, Mario Marinazzo; "Per un'iniezione di «futuro» nel dibattito politico sulla questione meridionale", RIREA
- Aldo Romano, Lanfranco Marasso, Mario Marinazzo; "Italia chiama e-government. Molta tecnologia, poca innovazione, ancora troppa distanza dal cittadino", Guerini e Associati 2008
- Aldo Romano, Mario Marinazzo; "Puglia in declino? Immaginare il futuro ed investire per il cambiamento", Manni Editore
- Aldo Romano, Giuseppina Passiante; "ll Mezzogiorno chiama Schumpeter: per una strategia di sviluppo alle soglie del terzo millennio", RIREA
- Aldo Romano; "Mezzogiorno 1992. Le nuove economie esterne per lo sviluppo competitivo", Franco Angeli
- Passiante G., Romano A.; "Creating technology-driven entrepreneurship: Foundations, processes and environments",  Springer 2016
- Romano A.; "Open business innovation leadership: The emergence of the stakeholder university",  Springer 2009
- Romano A., Secundo G.; "Dynamic learning networks: Models and cases in action",  Springer Science & Business Media 2009
- V. Elia, Passiante G., Romano A.; "Creating Business Innovation Leadership. An ongoing experiment: the e-Business Management School at ISUFI",  Edizioni Scientifiche Italiane